# Menhire von Kerbelven

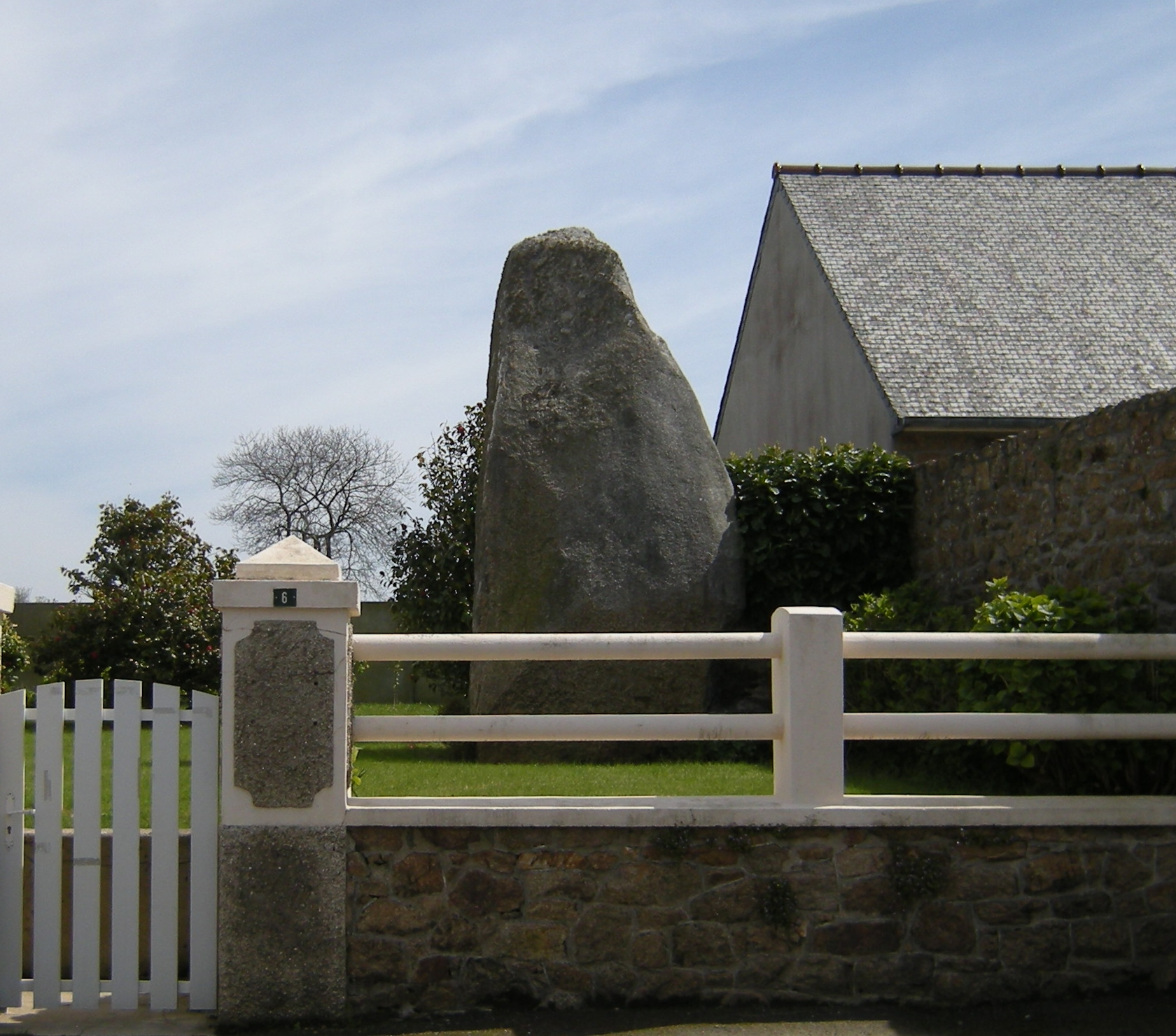
Menhir 1 von Kerbelven

Die beiden Menhire von Kerbelven stehen im Norden von Penvénan, im Département Côtes-d’Armor in der Bretagne in Frankreich.

## Menhir 1
Der Menhir 1 steht im Garten eines Hauses in der Rue du Menhir Nr. 6 (⊙).
Er ist aus Granit von Perros, etwa 4,0 Meter hoch und hat Erosionsmulden an der Nordost- und Südostseite.
Er wurde 1970 als Monument historique registriert.

## Menhir 2
Der zweite Menhir (auch Parc-Min genannt) ist kleiner. Er befindet sich auf der Ackerfläche zwischen dem Haus Nr. 16 der Rue du Menhir und dem ersten Haus in der Rue de Loguellou, nahe dem Haus Nr. 29 an der Rue des Perdrix (⊙).
Er wurde 1964 als Monument historique registriert.

## Umgebung
In der Nähe stehen die Menhire von Kermarker, Kerbriand und Kervéniou.